# Erastria versatiliaria
Erastria versatiliaria là một loài bướm đêm trong họ Geometridae.